# Richards Bay Football Club
Il Richards Bay Football Club, meglio noto come Richards Bay, è una società calcistica sudafricana con sede nella città di Richards Bay. Milita nella Premier Division, la massima serie del campionato sudafricano.

## Storia
Il club è nato il 18 agosto 2017, quando il proprietario dell'AmaZulu ha acquisito il titolo sportivo dal Thanda Royal Zulu, che 2016-2017 aveva ottenuto la promozione nella massima serie, vincendo la National First Division. Dunque l'Amazulu, che aveva terminato a metà classifica nella seconda divisione, ha ottenuto il diritto di militare Premier Division, lasciando un posto libero nella NFD, colmato dalla fondazione del Richards Bay Football Club.
Nella stagione 2021-2022 hanno conquistato la National First Division, ottenendo la promozione in massima serie. Nella loro seconda stagione in serie cadetta, hanno concluso al quindicesimo posto, ottenendo la salvezza dopo aver vinto i play-out.

## Palmarès

### Competizioni nazionali
- National First Division: 1

2021-2022

## Organico
Aggiornato al 15 agosto 2024.
| N. |                      | Ruolo | Calciatore                |
| -- | -------------------- | ----- | ------------------------- |
| 3  | Sudafrica (bandiera) | D     | Nkosikhona Jabulani Ndaba |
| 7  | Sudafrica (bandiera) | C     | Thato Mohlamme            |
| 9  | Sudafrica (bandiera) | A     | Yanela Mbuthuma           |
| 13 | Sudafrica (bandiera) | C     | Thulani Gumede            |
| 16 | Sudafrica (bandiera) | P     | Malcolm Jacobs            |
| 17 | Sudafrica (bandiera) | A     | Sibonginhlanhla Mthethwa  |
| 18 | Sudafrica (bandiera) | C     | Nkululeko Miya            |
| 20 | Sudafrica (bandiera) | A     | Moses Mthembu             |
| 21 | Sudafrica (bandiera) | C     | Langelihle Mhlongo        |
| 22 | Sudafrica (bandiera) | C     | Lwandile Mabuya           |
| 23 | eSwatini (bandiera)  | A     | Justice Figuareido        |
| 25 | Sudafrica (bandiera) | D     | Simphiwe Mcineka          |
| 32 | Sudafrica (bandiera) | D     | Ashay Sewlall             |
| 35 | Sudafrica (bandiera) | D     | Tshepo Mabua              |

| N. |                      | Ruolo | Calciatore         |
| -- | -------------------- | ----- | ------------------ |
| 38 | Sudafrica (bandiera) | D     | Romario Dlamini    |
| 45 | Sudafrica (bandiera) | A     | Somila Ntsundwana  |
| 48 | Sudafrica (bandiera) | P     | Philasande Manqele |
| 66 | Sudafrica (bandiera) | C     | Tercious Malepe    |
| 80 | Uganda (bandiera)    | P     | Jamal Salim        |
| 88 | Sudafrica (bandiera) | C     | Ntsako Makhubela   |
| 99 | Sudafrica (bandiera) | D     | Thabani Dube       |
|    | Kenya (bandiera)     | P     | Ian Otieno         |
|    | Sudafrica (bandiera) | D     | Keegan Allan       |
|    | Sudafrica (bandiera) | C     | Tlakusani Mthethwa |
|    | Sudafrica (bandiera) | C     | Thabiso Kutumela   |
|    | Sudafrica (bandiera) | C     | Siyethemba Sithebe |
|    | Sudafrica (bandiera) | A     | Thabang Sibanyoni  |